# LucasArts
A LucasArts Entertainment Company, LLC videójáték-licenc tulajdonos amerikai cég. 2013-ig videójáték fejlesztéssel és kiadással is foglalkozott. A LucasArts leginkább grafikus kalandjátékairól, illetve a Csillagok háborúja és az Indiana Jones franchise-ba tartozó játékairól ismert. A vállalat központja a kaliforniai San Franciscóban van.
A céget 1982 májusában alapította George Lucas, Lucasfilm Games néven, filmstúdiója, a Lucasfilm Ltd. játékfejlesztő részlegeként. Kezdetben Lucas töltötte be az igazgató szerepét is. Lucas vállalatainak 1990-es átszervezésekor a Lucasfilm Games LucasArtsra változtatta nevét.
Miután 2012-ben a The Walt Disney Company felvásárolta a Lucasfilmet, 2013. április 3-án a LucasArts felhagyott a játékfejlesztő tevékenységével, és az alkalmazottak nagy részét elbocsátották. A Csillagok háborújára épülő játékok licencét a Disney Interactive Studios és az Electronic Arts kapta meg. Előbbi az alkalmi játékosoknak szánt játékokat, utóbbi pedig a komolyabb játékosoknak készülő programokat fejleszti. A többi, Lucasfilmhez kapcsolódó témában készített játék a Disney Interactive Studios, vagy licencelés után egy harmadik fél fejlesztése lesz.

## Története
A céget 1982 májusában alapították George Lucas filmstúdiójának, a Lucasfilm Limitednek játékfejlesztő részlegeként. Lucas azt szerette volna, hogy cége a szórakoztatóipar más területein is jelen legyen, ezért az Atarival együttműködve belekezdtek a játékfejlesztésbe.
Az együttműködés első eredményei olyan különleges akciójátékok voltak, mint például a Ballblazer és a Rescue on Fractalus!. Mindkét játék béta verziója kiszivárgott, pontosan egy héttel azután, miután az Atari megkapta a játékok védelem nélküli másolatát marketing vizsgálatra, így azok hónapokkal az eredeti megjelenés előtt elterjedtek. 1984-ben ezek a játékok megjelentek Atari 5200-ra is a Lucasfilm Games neve alatt. Otthoni számítógépekre nem jelentek meg egészen 1985-ig, amikor is az Epyx kiadta őket. A Lucasfilm ezt követő játékai a Koronis Rift és a The Eidolon voltak. Első játékaiknál a Lucasfilm csak fejlesztőként vett részt a munkában, a programok terjesztéséről egy külön kiadó gondoskodott. Atari rendszerek esetén az Atari volt a kiadó, a számítógépes forgalmazást pedig az Activision és az Epyx végezte. Első játékuk a Maniac Mansion volt, amelynél a fejlesztésért és a kiadásért is a Lucasfilm Games volt a felelős.
1990-ben – Lucas cégeinek átszervezésekor – a Lucasfilm játékrészlege az újonnan alapított LucasArts Entertainment Company részévé vált, csakúgy mint az Industrial Light & Magic és a Skywalker Sound. Később az ILM és a Skywalker Sound Lucas Digital Ltd. néven egyesült, és az egykori játékrészleg hivatalos neve LucasArts lett. 1993-ban a LucasArts úgy döntött, hogy belevág egy Csillagok háborúja témájú játék fejlesztésébe.

### Logó
A Lucasfilm Games által eredetileg használt logó az anyacég kissé megváltoztatott logója volt.
A sokáig használt LucasArts logó, amit gyakran "Gold Guy"-nak (Arany Srácnak) hívtak, 1991-ben mutatkozott be. A logón egy aranyszínű barlangrajzszerű figura volt látható, amint egy lila "L" betűn állt, amelyben a cég neve volt olvasható. A figura a kezeit az égbe emelte és látszólag a felkelő nap volt mögötte. Egyesek szerint inkább egy szemre hasonlított, és a napsugarak inkább szempillák voltak. A logót 2005 végén megváltoztatták, így eltűnt a lila "L" betű, valamint az aranyszínű figurának is egy kerekebb változata szerepel rajta. A játékokban a figura néha cselekvéseket is végez, például fénykardot dob, vagy villámokat szór. A logó akár utalás is lehet George Lucas első filmjének a THX-1138-nek a zárójelenetére, ahol a főszereplő sziluettje látszik, amint felemeli kezeit napnyugtakor.
1998-ban a LucasArts megvádolta az egyik finn játékfejlesztő céget, a Remedy Entertainmentet, hogy a logójuk a LucasArts logójának felső részének másolata, és perrel fenyegették meg őket. Ekkor a Remedy már a logójuk áttervezésén dolgozott, így engedtek a LucasArts-nak, és nem sokkal később lecserélték a régi logójukat.

### Kalandjátékok
Bővebben: LucasArts kalandjátékok
A Lucasfilm Games első kalandjátéka az 1986-os Labyrinth volt, amely a Lucasfilm Fantasztikus labirintus című filmjén alapult. 1987-ben a Maniac Mansionben mutatkozott be a SCUMM scriptnyelv, amelyet a cég későbbi kalandjátékainak nagy része is használt. Az ezt követő években olyan kalandjátékok jelentek meg, mint a Zak McKracken and the Alien Mindbenders (1988), az Indiana Jones and the Last Crusade: The Graphic Adventure (1989), a LOOM (1990), vagy a kritikusok által is dicsért, The Secret of Monkey Island (1990), melyek a Lucasfilm Games-t a vezető kalandjáték-készítők közé emelték. Általában a Sierra On-line mellett a LucassArts-ot tartották a legnevesebb kalandjáték-készítőnek. A vállalat kalandjátékai az 1990-es évek elején élték virágkorukat, amikor olyan játékokat jelentettek meg, mint a Monkey Island 2: LeChuck's Revenge (1991), az Indiana Jones and the Fate of Atlantis (1992) és a Maniac Mansion folytatása a Day of the Tentacle (1993).
A '90-es évek második felében a kalandjátékok népszerűsége csökkenni, a játékfejlesztés költsége pedig emelkedni kezdett, mivel a nagyfelbontású grafika, és a CD minőségű hang alapkövetelménnyé vált. A PC-s piac olyan játékokat akart, amelyek kihasználják az új és drága grafikus kártyákat. Ennek oka az volt, hogy az új otthoni konzolok – mint például a PlayStation, a Sega Saturn és a Nintendo 64 – is egyre erősebb 3D-s teljesítménnyel bírtak, így az ilyen platformokra megjelenő programok többsége is egyre szebb grafikával rendelkezett, a PC pedig nem akart lemaradni ezektől. A kalandjátékok – melyek főként kétdimenziós grafikájú, történet- és fejtörőorientált játékok voltak – elvesztették népszerűségüket az új játékosok tömegeinek körében.
A LucasArtsnak még ebben az időszakban is sikerült kereskedelmileg viszonylag sikeres játékokat kiadniuk: az 1997-es The Curse of Monkey Island volt a cég utolsó kalandjátéka, amely megőrizte a hagyományos kétdimenziós grafikát és point-and-click kezelőfelületet. Az 1998-ban megjelent Grim Fandango volt a LucasArts első próbálkozása, hogy a 2D-s kalandjátékokat 3D-s környezetbe helyezze át. A stílusos grafikával, nagyszerű szinkronnal, és mesterien megírt történettel a Grim Fandango számos elismerést söpört be, többek közt a GameSpot "Az év játéka"-díját.
A Monkey Island sorozat negyedik része – a 2000-ben megjelent Escape from Monkey Island – ugyanazt az irányítást használta mint a Grim Fandango, és általában jó fogadtatásban is részesült. Ez volt az utolsó eredeti kalandjáték, amit a cég kiadott. Bejelentették két meglévő franchise folytatásának készítését is – a Full Throttle: Hell on Wheelst és a Sam & Max: Freelance Policet – de a projekteket 2003-ban és 2004-ben, – a programok elkészülése előtt – végül törölték. 2005-ben a Sam and Max franchise jogai lejártak a LucasArtsnál, így Steve Purcell – a címszereplő karakterek alkotója – visszakapta a jogokat. Ezt követően a Sam and Max licencet átadta a Telltale Gamesnek, akik egy epizódikus játéksorozatot készítettek az alapján. A Telltale Games főként olyan egykori LucasArts alkalmazottakból állt, akik dolgoztak a Sam and Max folytatásán, de a játék elkaszálását követően távoztak a cégtől.
A következő öt évben a LucasArts felhagyott a kalandjáték-készítéssel, és inkább Csillagok háborúja témájú játékok fejlesztésére fókuszált. A többi fejlesztővel ellentétben a LucasArts nem próbálkozott régi játékainak digitális terjesztésen keresztüli újrakiadásán. Mindezt annak ellenére, hogy 2002-ben a vállalat megfogadta, hogy kiadott játékaik legalább ötven százalékának semmi köze nem lesz a Csillagok háborújához. A cég egészen 2009-ig nem tért vissza a kalandjátékokhoz. 2009. június 1-jén bejelentették a The Secret of Monkey Island Special Editiont, ami a Monkey Island sorozat első részének remake-je volt felújított grafikával, zenével és szinkronnal; valamint a Tales of Monkey Islandet, egy Telltale Games által fejlesztett, epizódikus, új Monkey Island játékot.
Ezt követően, 2009. július 6-án beharangozták számos régi játékuknak – többek közt az Indiana Jones and the Fate of Atlantisnak és a LOOM-nak – Steames újrakiadását. Ezek az kiadások az eredeti játékok Microsoft Windowsra átírt változatai voltak. Sok év után, ez volt az első alkalom, hogy a LucasArts bármiféle terméktámogatást nyújtott klasszikus kalandjátékaihoz.
2010-ben a Monkey Island sorozat második része is feljavított remake-et kapott, ez lett a Monkey Island 2: LeChuck's Revenge Special Edition. A sorozat első és második részének feljavított kiadását 2011-ben együtt is kiadták Monkey Island Special Edition Collection néven, de kizárólag csak Európában.
A nem hivatalos SCUMM virtuális számítógép, a ScummVM megjelenése a LucasArts kalandjátékok újjáéledését hozta el a mai játékosok körében. A ScummVM használatával az egykori kalandjátékokat könnyedén futtathatjuk modern számítógépeken, sőt még játékkonzolokon, mobiltelefonokon, vagy akár PDA-kon is.

### Katonai szimulátorok
az 1980-as évek végén, és a '90-es évek elején a Lucasfilm Games fejlesztett egy sor katonai járműszimulátor-programot. Ezek közül az elsők az 1986-os PHM Pegasus, és az 1987-es Strike Fleet voltak. Ezeket a játékokat az Electronic Arts adta ki különböző platformokra, például PC-re, Commodore 64-re, vagy Apple II-re.
Az 1988-ban kiadott Battlehawks 1942 egy második világháborús légiharcszimulátor-trilógia első része volt, melyben a játékos a Csendes-óceáni hadszíntéren harcolhatott, amerikai vagy japán pilótaként. A Battlehawks 1942-t 1989-ben követte a trilógia második része, a Their Finest Hour: The Battle of Britain, ahol a Luftwaffe és a Brit Királyi Légierő, a brit légtérért folytatott küzdelmét élhettük át. A trilógia befejező része az 1991-es Secret Weapons of the Luftwaffe volt, ahol amerikai vagy német pilótát alakíthattunk. A trilógiát sokan dicsérték történelmi hűsége, és részletes kiegészítő anyagai miatt. A Secret Weapons of the Luftwaffe mellé például egy 224 oldalas történelmi leírást is adtak.
A második világháborús trilógiát a Lawrence Holland vezette csapat készítette. Lawrence Holland volt az a játékfejlesztő, aki később megelapította a Totally Gamest. A Totally Games a későbbiek során is szinte csak a LucasArts számára fejlesztett játékokat. Együttműködésük egyik legfigyelemreméltóbb eredménye az X-Wing sorozat volt. Szintén ők fejlesztették a 2003-ban megjelent Secret Weapons Over Normandy-t, ahol ismét második világháborús légicsatákban vehettünk részt. A LucasArtsot a légiharcokhoz visszatérítő játékot PC-re Xbox-ra és PlayStation 2-re is kiadták.

### Az első Csillagok háborúja játékok
Bár a LucasArts korábban is csinált Lucasfilmes mozifilmek (pl.: Labirintus, Indiana Jones) alapján készült programokat, a '90-es évek elejéig a Csillagok háborújával nem foglalkoztak ilyen értelemben. Ekkor viszont a Nintendo konzoljain kezdtek feltűnni a Star Warsos akciójátékok, igaz, azokat külsős cégek készítették a LucasArtsnak. Az első házon belüli fejlesztés az X-Wing című űrcsata-szimulátor volt, melyet Larry Holland független csapata készített. Később ez a program egy sikeres játéksorozat alapja lett.
A kizárólag CD-ROM-on megjelent Rebel Assault a vállalat egyik legsikeresebb játéka lett, és az 1990-es évek elején jelentős szerepe volt a CD-ROM meghajtók iránti kereslet megnövekedésében.
2005 és 2007 közt a LucasArts három játékot adott ki a Lego Star Wars sorozat keretében.

### First-person shooterek
Az id Software 1993-as Doom című játékának soha nem látott sikerét követően a PC-s játékpiac a háromdimenziós, belső nézetű lövöldözős játékok (first person shooterek) irányába mozdult el. A LucasArts is csatlakozott ehhez az irányhoz, mikor 1995-ben kiadta a Star Wars: Dark Forces-t, amely sikeresen ötvözte a Doom receptjét és a Star Warsos környezetet. A The Dark Forces kézikönyve szerint a játék fejlesztése már a Doom polcokra kerülése előtt is folyt, de a Doom megjelenését követően a LucasArts inkább visszatartotta a játékot, hogy tovább fejleszthesse azt. A Dark Forces pozitív fogadtatásban részesült, így egy új sorozat, a Jedi Knight kezdődarabja lett. A játék folytatása 1997-ben jelent meg Jedi Knight: Dark Forces II néven. A folytatáson már jól látszott a PC-játékok változása, mivel egyike volt az első játékoknak, amelyeknél a 3D grafikus kártyák – például a 3dfx Voodoo kártyái – valóban ki voltak használva. 1998-ban a játékhoz kiadták a Mysteries of the Sith kiegészítést, 2002-ben pedig megjelent a folytatás, a Star Wars Jedi Knight II: Jedi Outcast. A 2003-ban polcokra kerülő Star Wars Jedi Knight: Jedi Academy inkább a sorozat spin-offjának tekinthető, de ezt a részt valamivel rosszabbul fogadták mint elődeit. Legtöbben arra panaszkodtak, hogy a sorozat részei egy kaptafára készülnek.
A Csillagok háborújás lövöldözős játékokon kívül a LucasArts készített egy vadnyugati környezetben játszódó FPS-t is, az 1997-es Outlawst; valamint a Planet Moon Studios-zal együttműködve elkészítették a 2003-as Armed and Dangeroust.

### Az új évezredben
Ahogy a Star Warsos játékok száma növekedett, a kritikusok panaszkodni kezdtek azok minőségének csökkenése miatt. Ezek a hangok a Csillagok háborúja I: Baljós árnyak megjelenése után még inkább felerősödtek.
2002-ben a LucasArts is belátta, hogy a túl sok Csillagok háborúja témájú játék készítése rontott a színvonalon, ezért bejelentették, hogy leendő játékaik minimum 50%-a nem ezt a témát fogja feldolgozni. Ennek ellenére legtöbb eredeti játékuk vagy sikertelen lett, vagy még a megjelenés előtt törölték, így a cég mégis visszatért a zömében Star Wars alapú játékokhoz.
2003-ban kezdődött a LucasArts és a BioWare gyümölcsöző együttműködése, a meglehetősen pozitívan fogadott szerepjátékkal, a Knights of the Old Republic-kal. A játék korszerű grafikájával, színvonalas történetével, és mesteri szerepjáték rendszerével új lendületet adott a Star Wars franchise-nak. A program azonos sémára épülő folytatása 2004-ben érkezett, Knights of the Old Republic II: The Sith Lords címen, de ez esetben a LucasArts komoly kritikákat kapott, mivel siettette a fejlesztőt, az Obsidian Entertainment-et, így a játékot kvázi befejezetlenül adták ki. Ennek eredményeképp a tartalom egy része kimaradt, a játék vége kiábrándító volt, és számos bug (programhiba) is megkeserítette a játékosok életét.
2003-ban a LucasArts és a Csillagok háborúja franchise a Star Wars Galaxies-zal új irányok felé indult, az MMORPG-k felé. A sikeres indulás után 2004-ben megjelent az első kiegészítő, a Jump to Lightspeed, amely valós idejű űrcsatákat hozott a játékba. A következő kiegészítőben a Rage of the Wookiesban egy új bolygót fedezhettek fel a játékosok. A 2005. november 1-jén megjelenő kiegészítő, a Trials of Obi-Wan egy sor új küldetést tartalmazott, melyek a Csillagok háborúja 3. részének bolygójára, a Mustafarra fókuszáltak. A Star Wars Galaxies bár lelkes rajongótáborral bírt, ugyanakkor sok játékost elidegenített. A játék semmibevette a filmekben létrejött kronológiát, és lehetővé tett, hogy a játékosok Jediként játszanak. A játékot számos alkalommal felújították, ami elég vegyes fogadtatást kapott a játékosoktól.

### Átalakítás
2004 áprilisában a Lucasfilm marketing és terjesztési osztályának alelnökét, Jim Wardot nevezték ki a LucasArts élére. Ward fentről lefelé haladva átvizsgálta a LucasArts infrastruktúráját, és megállapította, hogy a cégnél elég nagy a fejetlenség. A 2003-as évben az NPD szerint a LucasArts alig 100 millió dollárt keresett, főként Star wars játékainak köszönhetően. Ez jóval elmaradt az év slágerének számító Halo bevéteéátől, pedig az csak egyetlen játék volt. Ward készített egy 5 éves beruházási tervet, hogy azzal rendbe tegye a cég anyagi helyzetét. A korábbi Csillagok háborúja játékok főként külső fejlesztők – például a Raven Software, a Bioware és az Obsidian – munkái voltak, Ward viszont azt tűzte ki célnak, hogy a LucasArts saját fejlesztőivel, hatékonyan és a kor követelményeihez alkalmazkodva készítsen játékokat. Az alkalmazottak létszámát 450-ről 190 főre csökkentették, így számos fejlesztés alatt álló címet elkaszáltak, de néhány játék – mint a Star Wars: Battlefront, a Star Wars: Republic Commando, és a Star Wars: Episode III – ezt túlélte és végül meg is jelent.
A 2004-ben megjelent Star Wars: Battlefront a népszerű Battlefield játéksorozat receptjét használta fel, amivel eladások tekintetében az addigi legsikeresebb Star Wars játékká vált. Ebben szerepe lehetett annak a marketingfogásnak is, hogy az eredeti Csillagok háborúja trilógia DVD-kiadását is a játék mellé adták. A játék folytatása, a Star Wars: Battlefront II 2005. november 1-jén jelent meg. A játékban számos új helyszín szerepelt (például a harmadik rész bolygói, a Mustafar, Mygeeto stb.), megjelent az űrcsata, valamint Jedi, vagy valamilyen más különleges egység bőrébe is bújhattunk, mint például a bothani kém, vagy a birodalmi tiszt. Szintén ebben az évben jelent meg a Knights of the Old Republic második része is. A kiadó LucasArts sürgette a fejlesztőcsapatot, az Obsidian Entertainment-et, hogy a játékot be kell fejezni az év ünnepi szezonjára, ezért a fejlesztő kénytelen volt egy nagy adag tartalmat kivenni a játékból, ami egy összecsapott, befejezetlen programot eredményezett.
2005 májusában a vállalat kiadta a Revenge of the Sith-et, amely egy, A Sith-ek bosszúja alapján készült, külsőnézetes akciójáték (Third-person shooter) volt. Szintén 2005-ben jelent meg a Star Wars: Republic Commando, valamint a nem Star Wars témájú, Pandemic Studios által fejlesztett Mercenaries is.
A LucasArts 2006. február 16-án dobta piacra a Petroglyph által fejlesztett valós idejű stratégiai játékát, a Star Wars: Empire at Wart. 2006. szeptember 12-én került a boltokba a népszerű Lego Star Wars: The Video Game folytatása, a Lego Star Wars II: The Original Trilogy. A folytatás az első játékhoz hasonló játékmenettel rendelkezett, de ahogy a címéből is következik, az Csillagok háborúja előzménytrilógiát dolgozta fel. 2008. szeptember 16-án jelent meg a kritikusok által vegyesen értékelt, de mégis minden idők legjobban fogyó Csillagok háborúja játékává váló Star Wars: The Force Unleashed.
2007 májusában a LucasArts bejelentette a Fracture-t, és azt nyilatkozta, hogy az új szellemi termékek létfontosságú szereppel bírnak a cég növekedésének tekintetében. 2005-ben a Mercenaries: Playground of Destructiont tekintették első szmú szellemi terméknek, 2006-ban pedig a gyermekeknek szóló Thrillville-t. Fracture was released on 7 October 2008 to average reviews. A 2008. október 7-én megjelenő Fracture átlagos értékeléseket kapott. A 2007. január 11-én kiadott Mercenaries: Playground of Destruction kritikai szempontból és kereskedelmileg is sikeres volt, így folytatást kapott, a Mercenaries 2: World in Flames személyében. A Thrillville 2006. november 21-én jelent meg, folytatása a Thrillville: Off the Rails pedig szűk egy évvel később, 2007. október 16-án.
A LucasArts házon belüli projektjeinek csökkenése, jól tükröződött a külső fejlesztőkkel való viszonyban is. Jim Ward vezetése alatt a Free Radical volt felelős a 2 évig készülő Battlefront 3 fejlesztéséért. A Free Radical társalapítója, Steve Ellis leírta, hogy változott a LucasArts-szal való kapcsolat, a kezdeti jó viszonytól, a fejlesztői pénzek féléves visszatartásáig, és a fejlesztők becsapásáig, ami végül a Free Radicalt csőd közeli helyzetbe sodorta.

### A Rodriguez-éra fejlesztései
2008 februárjában Jim Ward személyes okok miatt távozott a cég éléről. Helyét ideiglenesen Howard Roffman vette át, akit 2008 áprilisában, az Electronic Artstól érkező Darrell Rodriguez váltott. Körülbelül egy hónappal a Star Wars: The Force Unleashed II megjelenése előtt, a LucasArts belső fejlesztőrészlegénél létszámcsökkentést hajtottak végre. A fent említett játék közepes értékeléseket kapott az ezzel foglalkozó médiától, mint például az IGN, a Gamespot vagy a GameTrailers. A megjelenést követően újabb átszervezésre került sor, ami újabb elbocsátásokat hozott magával.
A Star Wars: Knights of the Old Republic II: The Sith Lords folytatásának szánt, szintén a BioWare által fejlesztett MMORPG-t, a Star Wars: The Old Republic-ot 2008. október 21-én jelentették be, egy meghívásos sajtótájékoztató keretében. A program 2011 decemberében jelent meg.
2009-ben adták ki a Star Wars: The Clone Wars – Republic Heroes-t a kor összes platformjára. A 2009. október 6-án kiadott, főként negatív kritikákat kapott játék alapjául a Klónok háborúja tv-sorozat szolgált.
A G4 tv-csatorna, 2006-os E3-ról szóló összeállításában az egyik LucasArts vezetőt megkérdezték, hogy visszatérnek-e az olyan népszerű franchise-ok, mint például a Monkey Island. A vezető azt válaszolta, hogy a vállalat jelenleg új franchise-okra fókuszál, de talán 2015 körül újra előveszik a classzikus sorozatokat is. Ebből nem lehetett egyértelműen megállapítani, hogy ezalatt egy tényleges dátumot értett, vagy csak hasraütésszerűen bemondott egy dátumot. Valószínűleg az utóbbi történhetett, mert 2009-ben a LucasArts és a Telltale Games közös sajtótájékoztatón jelentette be, hogy új kalandjátékokon dolgoznak. Az új játékok a Telltale által fejlesztett Tales of Monkey Island, valamint a LucasArts által fejlesztett The Secret of Monkey Island: Special Edition volt, mely a Monkey Island sorozat 1990-ben megjelent első részének felújított változata. A LucasArts szerint ez csak az első lépés volt azon az úton, hogy feltámasszák szeretett játékaikat. A játék sikerén felbuzdulva, a vállalat felújította a második részt is, amely 2010 nyarán jelent meg, Monkey Island 2 – Special Edition néven.
2010-ben a cégnél az újabb elbocsátások következtében elég nagy lett a felfordulás. Két évvel az igazgatói szék elfoglalása után, 2010 májusában Darrell Rodriguez otthagyta a LucasArtsot. A megüresedett helyre ideiglenesen Lucasfilm igazgatótanyácsának egy tagja, a videójáték-ipar veteránja, Jerry Bowerman került. Júniusban Bowermant Paul Meegan váltotta. Meegan a Gears of Wart is fejlesztő Epic Gamestől érkezett.
2010 júliusában, Haden Blackman, aki az utóbbi évek legsikeresebb házon belül fejlesztett LucasArts játékának, a Star Wars: The Force Unleashednek a kreatív igazgatója volt, váratlanul kilépett a cégtől. Vigaszképp 2010 augusztusában Clint Hocking a Ubisoft egyik elismert játékigazgatója bejelentette, hogy a LucasArtshoz szeretne igazolni. Hocking nem sokáig dolgozott a LucasArtsnál, 2012 júniusában továbbállt, még azt sem várta meg, hogy megjelenjen a program, melyen ő is dolgozott. 2010 szeptemberében a cég dolgozóinak egyharmadát elbocsátották.
2011 márciusában a LucasArts kiadta a népszerű Lego Star Wars sorozatának következő részét, a Traveler's Tales által készített Lego Star Wars III: The Clone Warst, amely alapjául A klónok háborúja animációs sorozat szolgált. 2011 júniusában a Sony Online Entertainment bejelentette, hogy az kízárólag online játszható Star Wars Galaxies szervereit 2011 végén leállítják, ami december 15-én be is következett.
2011. április 26-án bejelentette, hogy licencet szerzett az Epic Gamestől, mely alapján az Unreal Engine 3 játékmotort használhatják, jövőbeli játékaiknál. Nem sokkal később bejelentették a frissen szerzett motorra épülő Star Wars 1313-at, amely egy coruscanti fejvadász történetét mesélte volna el, akció-kalandjáték formájában. A LucasArts fejlesztőrészlegének nem sokkal későbbi bezárása miatt, azonban a projektet végül elkaszálták.
2012 áprilisában a Lucasarts kiadta Xbox 360-ra a Terminal Reality gondozásában készült Kinect Star Warst. A program gyange osztályzatokat kapott a kritikusoktól, példaként a GameRankings 53,32%-ot, a Metacritic pedig 55/100 pontot adott a játékra.
2012 augusztusában – a Rodriguezt 2010-ben felváltó – Paul Meegan, két évvel pozíciója elfoglalását követően, egyhagyta a LucasArtsot. Ezt követően Kevin Parker és Gio Corsi közösen vezették a céget, amíg állandó elnököt nem választottak. Közös vezetésük alatt Parker az üzleti ügyekért felelt, Corsi pedig a termelést irányította.

### A Disney általi felvásárlás
2012. október 30-án a The Walt Disney Company 4,05 milliárd dollárét megvásárolta a Lucasfilmet, így annak leányvállalatai – köztük a LucasArts-szal – szintén a Disneyhez kerültek. Az új tulajdonos akkor azt állította, hogy a Lucasfilmnél és leányvállalatainál minden alkalmazott tovább végezheti munkáját. A LucasArt egyik képviselője is pozitívan nyilatkozott, mondván egyelőre minden a szokásos módon zajlik.
Az első játék, melyet az immár Disney tulajdonban lévő LucasArtson keresztül adtak ki, a 2012. november 8-án megjelenő Angry Birds Star Wars volt. A játékot a Rovio Entertainment készítette és adta ki, a LucasArts licenceit használva.
2013 márciusában olyan információk láttak napvilágot, melyek szerint több fejlesztés alatt álló Csillagok háborúja világában játszodó játék fejlesztését is felfüggesztették, hogy jobban tudjanak fókuszálni a Star Wars 7. részének készítésére. Ebben az időben a LucasArts három, addig név nélküli játékot fejlesztett, köztük egy nyílt világú szerepjátékot, egy FPS-t és egy légiharc játékot. Egy, a Lucasfilm weboldalán felbukkanó álláshirdetés szerint a LucasArts olyan új online szolgáltatáson is dolgozott, amely forradalmasította volna az ipart.
2013. április 3-án a Disney megerősítette, hogy a LucasArts felhagy a játékfejlesztői tevékenységgel. A jövőbeli videójátékok, melyek jogai a LucasArtshoz tartoznak, vagy a Disney Interactive Studios vagy kívülálló fejlesztők gondozásában fognak megjelenni. A jövőbeli fejlesztések törlése következtében a vállalat szinte összes alkalmazottját elbocsátották. A megmaradt alkalmazottak száma kevesebb mint tíz fő, akik a játékok jogainak licencelésével foglalkoznak majd a jövőben. A Disney szerint az új üzleti modell minimalizálja a vállalat kockázatait, miközben minőségi Star Wars játékok széles palettáját valósítják meg. A bezárás következtében körülbelül 150 alkalmazott vesztette el állását. A LucasArts fejlesztőrészlegének bezárásával a Lucasfilm vizuális effektekért felelős leányvállalatánál, az Industrial Light & Magicnél is leépítések következtek, mivel a LucasArtsos dolgozók egy része az ILM-nek is besegített, így a cégnél munkaerőfelesleg lett volna.
2013. május 6-án kiderült, hogy a főáramú Csillagok háborúja játékokat kizárólagos licenc alapján az Electronic Arts fogja fejleszteni. Az alkalmi játékosoknak szánt Star Wars játékok viszont a megegyezés értelmében a Disney Interactive Studios gondozásában készülnek majd.

## Egyéb kiadványok
1995 és 1998 között a LucasArts évente kiadott egy játékválogatást mely sorozat a LucasArts Archives nevet kapta. Minden válogatás három-hat játékot tartalmazott valamint néhány jövőbeli játékuk demo változatát. A LucasArts Archives második és negyedik kiadása a Csillagok háborúja körül forgott. A későbbi, LucasArts Archives sorozat keretein belül kiadott programok főként egy-egy régebbi játék leárazott újrakiadásai voltak.
1996-ban a LucasArts kiadta az Afterlife című – viccekkel és poénokkal teletűzdelt – szimulátorát, amelyben a játékos saját mennyországát, vagy poklát építhette meg. 2002-ben a vállalat megjelentetett egy válogatás CD-t, melyen korábbi játékainak zenéit találhatták meg a vásárlók. Az album a The Best of LucasArts Original Soundtracks címet viselte, és olyan játékok zenéit tartalmazta, mint a Monkey Island, a Grim Fandango, az Outlaws, vagy a The Dig.
A LucasArts bejelentett egy Traxion című, PlayStation Portable-re fejlesztett ritmus játékot, melyet eredetileg 2006 utolsó negyedévében adtak volna ki. A brit Kuju Entertainment által fejlesztett programot azonban 2007 januárjában törölték. A játék egyébként számos minijátékot tartalmazott volna, valamint az előre megadott zenék mellett lehetőség lett volna saját mp3-ainkat is használni a játékban.

### iMUSE
Az iMUSE (Interactive MUsic Streaming Engine) egy interaktív zenei rendszer volt, melyet számos LucasArts játék használt. A rendszer lényege az volt, hogy a zenét összehangolja a játékban éppen történő eseményekkel, valamint a zenék közti váltásokért is felelt. Az iMUSE-t az akkor a LucasArtsnál dolgozó Michael Land és Peter McConnell fejlesztette ki az 1990-es évek elején. A rendszert a vállalat levédette, és 1991-ben a SCUMM motor részévé tette. Az első iMUSE-t használó játék a Monkey Island 2: LeChuck's Revenge volt, és azóta is az összes LucasArts kalandjátékban jelen volt. A rendszer néhány, nem a kalandjáték műfajba tartozó programban is helyet kapott, többek közt a Star Wars: X-Wing DOS-os változatában, a Star Wars: TIE Fighter DOS-os változatában, vagy a Star Wars: Dark Forces-ban.

## Külső hivatkozások
- A LucasArts hivatalos weboldala
- LucasArts a Mobygames-en
- A műhely – Hivatalos LucasArts blog
- The International House of Mojo fan-site

## Fordítás
- Ez a szócikk részben vagy egészben  a   LucasArts című angol Wikipédia-szócikk ezen változatának fordításán alapul.  Az eredeti cikk szerkesztőit annak laptörténete sorolja fel. Ez a jelzés csupán a megfogalmazás eredetét és a szerzői jogokat jelzi, nem szolgál a cikkben szereplő információk forrásmegjelöléseként.